# Žukovskij (Oblast' di Mosca)
Žukovskij (in russo Жуко́вский) è una città della Russia europea centrale, compresa nell'oblast' di Mosca; sorge lungo il fiume Moscova, a circa 40 km dalla capitale in direzione sud-est.
Il primo insediamento urbano sul posto risale al 1930 ed aveva nome Stachanovo (Стаха́ново), dal nome del minatore Aleksej Grigor'evič Stachanov. Più tardi, nel 1947, l'insediamento fu promosso a città e ribattezzato con l'attuale nome, che le deriva da uno dei padri dell'ingegneria aeronautica, Nikolaj Egorovič Žukovskij.
Proprio questo comparto industriale è ancora il principale della città, insieme con altri, meno importanti ma tuttavia di un certo rilievo nel panorama cittadino: alimentare, cartario e del legno.

## Società

### Evoluzione demografica
Fonte: mojgorod.ru
- 1939: 10.800
- 1959: 41.700
- 1979: 90.300
- 1989: 100.600
- 2002: 101.328
- 2007: 102.000